# Notorious (álbum de Joan Jett)
Notorious es el octavo álbum de estudio de Joan Jett and the Blackhearts, publicado en 1991.
La canción "Backlash" fue seleccionada por la disquera como primer sencillo, pero el disco resultante se convirtió simplemente en un objeto promocional entregado a las emisoras. "Don't Surrender" fue publicada en los Estados Unidos como disco compacto junto con las canciones "The Most Excellent Mix" y "Misunderstood". "I Want You", al igual que otras canciones de Joan Jett and the Blackhearts, fueron usadas en la película de Floria Sigismondi de 2010 The Runaways, pero no fueron incluidas en la correspondiente banda sonora.

## Lista de canciones
| N.º | Título                                            | Duración |  |
| 1.  | «Backlash»                                        | 3:28     |  |
| 2.  | «Ashes in the Wind»                               | 4:22     |  |
| 3.  | «The Only Good Thing (You Ever Said Was Goodbye)» | 4:27     |  |
| 4.  | «Lie to Me»                                       | 4:30     |  |
| 5.  | «Don't Surrender»                                 | 4:10     |  |
| 6.  | «Goodbye»                                         | 4:00     |  |
| 7.  | «Machismo»                                        | 4:13     |  |
| 8.  | «Treadin' Water»                                  | 3:38     |  |
| 9.  | «I Want You»                                      | 3:04     |  |
| 10. | «Wait for Me» (Cover de The Runaways)             | 5:15     |  |

| Bonus track de la edición japonesa |                 |          |  |
| N.º                                | Título          | Duración |  |
| 11.                                | «Misunderstood» | 3:56     |  |

## Créditos
- Joan Jett - guitarra, voz
- Ricky Byrd - guitarra, coros
- Thommy Price - batería